# Xã Lafayette, Quận Coshocton, Ohio
Xã Lafayette (tiếng Anh: Lafayette Township) là một xã thuộc quận Coshocton, tiểu bang Ohio, Hoa Kỳ. Năm 2010, dân số của xã này là 4.081 người.